# Bordsvatten
Bordsvatten är vatten som serveras som dryck till bords. Bordsvatten finns av olika typer, och är inom EU strikt klassificerade beträffande tillverkning och marknadsföring.

## Naturligt mineralvatten
Naturligt mineralvatten är vatten som kommer från en underjordisk källa med naturliga halter av mineraler och salter. Vattnet tappas i direkt anslutning till källan. Endast kolsyra får tillsättas eller avlägsnas. Vid behov får vissa instabila ämnen som till exempel järn och mangan tas bort. På förpackningen skall alla ämnen i produkten redogöras i en utförlig innehållsdeklaration. Produkten får status av Naturligt mineralvatten efter godkännande av livsmedelsverket.
- Apollinaris - Bad Neuenahr, Tyskland
- Badoit - Saint-Galmier (Lyon), Frankrike
- Bordzjomi - Georgien
- Borsec - Rumänien
- Evian - Chablais, Frankrike
- Flästa källa - Sverige
- Malmberg Original - Sverige
- Olden - Norge
- Perrier - Vergèze, Frankrike
- Ramlösa - Sverige
- S.Pellegrino - Bergamo, Italien
- Telemark - Norge
- Vittel - Vosges, Frankrike
- Åre Mountain Water - Sverige

## Källvatten
Källvatten är vatten som kommer från en underjordisk källa. Produkten behöver inte godkännas av livsmedelsverket utan följer lokala föreskrifter, i övrigt är kvalitetskraven på produkten lika höga som i fallet med naturligt mineralvatten. Utförlig innehållsdeklaration är ej ett krav.
- Imsdal
- Loka

## Bordsvatten
Bordsvatten är kommunalt renat vatten eller vatten som är taget från en egen vattentäkt, innehåller ofta tillsatta smakämnen, kolsyra och/eller mineralsalter. Till denna kategori räknas även vatten som kommer från en naturlig källa om de är smaksatta. Det går att kolsyra sitt eget bordsvatten hemma med kolsyreapparater som Sodastream och liknande, och dessa kolsyrade vatten kan även smaksättas med aromer.
- Bonaqua
- Hwila
- Linné
- Sodavatten
- Vichyvatten
- Vichy Nouveau

## Kommunalt vatten
Kommunalt vatten är vatten som kommer från en vattentäkt. Vattnet renas och innehåller inga tillsatser av kolsyra eller mineralsalter.